# Dagmar Hänsel
Dagmar Hänsel (* 1943 in Würzburg) ist eine deutsche Historikerin der Heil-/Sonderpädagogik und emeritierte Professorin für Schulpädagogik.

## Leben und Wirken
Hänsel studierte von 1962 bis 1966 an der Pädagogischen Hochschule Berlin. Nach Abschluss der zweiten Staatsprüfung für das Lehramt im Jahr 1968 schloss sich ein Studium der Erziehungswissenschaft, Soziologie und Psychologie an der Freien Universität Berlin und an der Universität zu Köln an. 1974 wurde Hänsel in Erziehungswissenschaft an der Pädagogischen Hochschule Ruhr promoviert. Das Thema ihrer Dissertation lautete: Berufssozialisation junger Lehrer als Anpassungsprozeß. 1979 habilitierte sie sich in Erziehungswissenschaft mit der Lehrbefugnis für Schulpädagogik.
Nach einer zweijährigen Tätigkeit als Grundschullehrerin in Berlin (1966/68) war sie anschließend als Dozentin an der Pädagogischen Hochschule Berlin angestellt. Von 1970 bis 1971 war Hänsel als wissenschaftliche Assistentin an der Universität Düsseldorf und von 1974 bis 1981 als wissenschaftliche Assistentin an der Pädagogischen Hochschule Ruhr, später Universität Dortmund, tätig.
1981 erfolgte der Ruf auf eine Professur für Schulpädagogik mit Schwerpunkt Grundschule an der Universität Bielefeld, wo Hänsel die Lernwerkstatt aufbaute. Ferner leitete sie zusammen mit Volker Möhle den BLK-Modellversuch zum Integrierten Eingangssemester Primarstufe und entwickelte das Modell eines in das Fach Erziehungswissenschaft integrierten sonderpädagogischen Studiums, das mit dem Erwerb eines allgemeinen und des sonderpädagogischen Lehramts abschloss. 2008 wurde Hänsel emeritiert.

## Arbeitsschwerpunkte
- Schultheorie mit dem Schwerpunkt Grundschule
- Theorie und Geschichte der Sonderpädagogik (insbesondere der Hilfsschule/-pädagogik)
- Professionalisierung von Lehrerinnen und Lehrern

## Veröffentlichungen (Auswahl)
- Die Anpassung des Lehrers. Zur Sozialisation in der Berufspraxis, Weinheim/Basel 1976
- Didaktik des Sachunterrichts. Sachunterricht als Innovation der Grundschule. Frankfurt a. M. 1980
- Handlungsspielräume. Portrait einer Freinet-Gruppe. Weinheim und Basel 1985
- Das Projektbuch Grundschule. 4. Auflage, 1. Auflage 1984. Weinheim und Basel 1992
- Handbuch Projektunterricht. 2. Auflage, 1. Auflage 1997. Weinheim und Basel 1999
- (zusammen mit Hans Schwager): Einführung in die sonderpädagogische Schultheorie. Weinheim/Basel/Berlin 2003
- (zusammen mit Hans Schwager): Die Sonderschule als Armenschule. Vom gemeinsamen Unterricht zur Sondererziehung nach Braunschweiger Muster. Bern/Berlin/Bruxelles/Frankfurt a. M./ New York/Oxford/Wien 2004
- Die NS-Zeit als Gewinn für Hilfsschullehrer. Bad Heilbrunn 2006
- Karl Tornow als Wegbereiter der sonderpädagogischen Profession. Die Grundlegung des Bestehenden in der NS-Zeit. Bad Heilbrunn 2008
- Sonderschullehrerausbildung im Nationalsozialismus. Bad Heilbrunn 2014
- Sonderschule im Nationalsozialismus. Die Magdeburger Hilfsschule als Modell. Bad Heilbrunn 2019.